# تپه قلعه قلات (جایدشت)
تپه قلعه قلات (جایدشت) مربوط به دوران‌های تاریخی پس از اسلام است و در شهرستان فیروزآباد، بخش مرکزی، روستای جایدشت واقع شده و این اثر در تاریخ ۲ آبان ۱۳۸۲ با شمارهٔ ثبت ۱۰۵۱۳ به‌عنوان یکی از آثار ملی ایران به ثبت رسیده است.